# Heinrich Stuckenbrock
Karl Ernst Heinrich Hermann Stuckenbrock (* 2. April 1875 in Holzhausen; † 24. März 1923 ebenda) war ein deutscher Landwirt und Politiker (DDP).
Stuckenbrock war der Sohn des Landwirts Heinrich Stuckenbrock und dessen Ehefrau Alwine, geborene Hennigs. Er heiratete am 8. Dezember 1909 in Holzhausen Alwine Carlonie Emilie Otte (* 1882). Stuckenbrock war Vollmeier in Holzhausen.
1914 bis 1919 war er Abgeordneter im Landtag des Fürstentums Waldeck-Pyrmont. Er wurde im Wahlkreis Pyrmont gewählt. Nach der Novemberrevolution schloss er sich der DDP an.